# Nordische Junioren-Skiweltmeisterschaften 1988
Die 11. Nordischen Junioren-Skiweltmeisterschaften 1988 fanden vom 1. bis zum 7. Februar 1988 im österreichischen Saalfelden am Steinernen Meer statt. Sie wurden damit nach 1982 (Murau) zum zweiten Mal in Österreich ausgetragen.
Erfolgreichste Nation der Titelkämpfe war die Sowjetunion mit vier Gold-, zwei Silber- und einer Bronzemedaille vor der DDR mit zwei Gold-, einer Silber- und zwei Bronzemedaillen und Österreich mit zwei Gold- und einer Bronzemedaille. Während Österreich sämtlich Medaillen beim Skispringen gewann, holte die DDR ihr gesamtes Edelmetall beim Skilanglauf. Auch die Sowjetunion war vor allem im Skilanglauf erfolgreich, konnte aber auch Mannschaftsbronze in der Nordischen Kombination erringen.

## Wettkampfstätten
Die Skisprungwettbewerbe wurden auf der 1986 errichteten Bibergschanze ausgetragen. Die Skilanglaufwettbewerbe der Kombinierer und der Spezialisten wurden auf Loipen der Umgebung durchgeführt.

## Skilanglauf Junioren

### 10 km
| Platz | Sportler                | Land                            | Zeit (min) |
| ----- | ----------------------- | ------------------------------- | ---------- |
| 1     | German Karatschewski    | Sowjetunion                     | 27:09,2    |
| 2     | Maxim Koslow            | Sowjetunion                     | 27:14,4    |
| 3     | Michael Knoth           | Deutsche Demokratische Republik | 27:19,3    |
| 4     | Andrei Warwarin         | Sowjetunion                     | 27:26,0    |
| 5     | Anders Bergström        | Schweden                        | 27:30,0    |
| 6     | Niklas Jonsson          | Schweden                        | 27:32,6    |
| 7     | Alexander Karatschewski | Sowjetunion                     | 27:34,9    |
| 8     | Sigurd Brørs            | Norwegen                        | 27:37,2    |
| 9     | Øyvind Skaanes          | Norwegen                        | 27:40,5    |
| 10    | Silvio Fauner           | Italien                         | 27:43,0    |
| 11    | Torald Rein             | Deutsche Demokratische Republik | 27:50,2    |
| 16    | Ralf Rombach            | BR Deutschland                  | 28:29,9    |
| 17    | Martin Standmann        | Österreich                      | 28:33,3    |
| 18    | Markus Hasler           | Liechtenstein                   | 28:33,9    |
| 21    | Martinus Richter        | BR Deutschland                  | 28:38,8    |
| 22    | Mirko Holzberger        | Deutsche Demokratische Republik | 28:40,7    |
| 23    | Alexander Marent        | Österreich                      | 28:41,8    |
| 26    | Peter Schwager          | Schweiz                         | 29:08,9    |
| 27    | Michael Kamphenkel      | BR Deutschland                  | 29:10,4    |
| 28    | Jan Fiedler             | Deutsche Demokratische Republik | 29:10,9    |
| 31    | André Jungen            | Schweiz                         | 29:17,8    |
| 32    | Christian Gatti         | Österreich                      | 29:20,6    |
| 34    | Toni Dinkel             | Schweiz                         | 29:29,5    |
| 38    | Wilhelm Aschwanden      | Schweiz                         | 29:38,9    |
| 39    | Stefan Traninger        | Österreich                      | 29:42,2    |
| 41    | Christoph Körner        | BR Deutschland                  | 29:44,1    |
| 58    | Philipp Quaderer        | Liechtenstein                   | 31:32,7    |
| 60    | Michael Hasler          | Liechtenstein                   | 31:32,7    |

Datum: 3. Februar 1988
 Es waren 73 Läufer am Start.

### 30 km
| Platz | Sportler                | Land                            | Zeit (std) |
| ----- | ----------------------- | ------------------------------- | ---------- |
| 1     | Alexander Karatschewski | Sowjetunion                     | 1:21:21,3  |
| 2     | Fulvio Valbusa          | Italien                         | 1:22:07,2  |
| 3     | Lars-Erik Ramström      | Schweden                        | 1:22:59,4  |
| 4     | Silvio Fauner           | Italien                         | 1:23:15,9  |
| 5     | Øyvind Skaanes          | Norwegen                        | 1:23:19,0  |
| 6     | Torald Rein             | Deutsche Demokratische Republik | 1:24:10,8  |
| 7     | Michael Knoth           | Deutsche Demokratische Republik | 1:24:20,7  |
| 8     | Anders Bergström        | Schweden                        | 1:24:43,5  |
| 9     | Niklas Jonsson          | Schweden                        | 1:24:59,6  |
| 10    | Alexander Marent        | Österreich                      | 1:25:31,2  |
| 13    | Martin Standmann        | Österreich                      | 1:26:37,5  |
| 14    | Martinus Richter        | BR Deutschland                  | 1:26:58,6  |
| 19    | André Jungen            | Schweiz                         | 1:27:27,4  |
| 20    | Peter Schwager          | Schweiz                         | 1:27:33,4  |
| 25    | Jan Fiedler             | Deutsche Demokratische Republik | 1:28:45,9  |
| 28    | Wilhelm Aschwanden      | Schweiz                         | 1:29:14,6  |
| 29    | Ralf Rombach            | BR Deutschland                  | 1:29:26,7  |
| 37    | Mirko Holzberger        | Deutsche Demokratische Republik | 1:32:02,8  |
| 38    | Stefan Traninger        | Österreich                      | 1:32:15,9  |
| 52    | Philipp Quaderer        | Liechtenstein                   | 1:35:55,5  |
| 54    | Michael Hasler          | Liechtenstein                   | 1:36:44,3  |
| 56    | Adrian Andereggen       | Schweiz                         | 1:38:41,0  |

Datum: 7. Februar 1988
Es waren 67 Läufer am Start.

### 3 × 10 km Staffel
| Platz | Sportler                                            | Land                            | Zeit (std) |
| ----- | --------------------------------------------------- | ------------------------------- | ---------- |
| 1     | Maxim Koslow Andrei Warwarin German Karatschewski   | Sowjetunion                     | 1:16:49,0  |
| 2     | Gianpiero Macario Gaudenzio Godioz Silvio Fauner    | Italien                         | 1:16:49,4  |
| 3     | Anders Bergström Lars-Erik Ramström Niklas Jonsson  | Schweden                        | 1:17:12,3  |
| 4     | Vegar Granheim Øyvind Skaanes Sigurd Brørs          | Norwegen                        | 1:17:13,6  |
| 5     | Torald Rein Michael Knoth Mirko Holzberger          | Deutsche Demokratische Republik | 1:17:32,9  |
| 6     | Martin Standmann Andreas Ringhofer Alexander Marent | Österreich                      | 1:18:52,9  |
| 7     | Ralf Rombach Martinus Richter Johann Mühlegg        | BR Deutschland                  | 1:19:17,3  |
| 8     | Vesa Lempinen Marko Anttola Kai Lippojoki           | Finnland                        | 1:19:21,5  |
| 13    | Markus Hasler Michael Hasler Philipp Quaderer       | Liechtenstein                   | 1:23:00,0  |

Datum: 5. Februar 1988
 Es waren 18 Teams am Start

## Skilanglauf Juniorinnen

### 5 km
| Platz | Sportler            | Land                            | Zeit (min) |
| ----- | ------------------- | ------------------------------- | ---------- |
| 1     | Tatjana Bondarewa   | Sowjetunion                     | 14:33,6    |
| 2     | Ann-Marie Karlsson  | Schweden                        | 14:55,4    |
| 2     | Stefania Belmondo   | Italien                         | 14:55,4    |
| 4     | Kristin Vestgren    | Norwegen                        | 15:03,6    |
| 5     | Jeanette Renner     | Deutsche Demokratische Republik | 15:12,5    |
| 6     | Eva Praveckova      | Tschechoslowakei                | 15:21,3    |
| 7     | Olga Danilowa       | Sowjetunion                     | 15:21,8    |
| 8     | Walentina Smirnowa  | Sowjetunion                     | 15:22,3    |
| 9     | Gabriele Heß        | Deutsche Demokratische Republik | 15:23,4    |
| 10    | Inger Mai Tande     | Norwegen                        | 15:28,3    |
| 14    | Heike Wezel         | Deutsche Demokratische Republik | 15:32,0    |
| 19    | Sylke Meyer         | Deutsche Demokratische Republik | 15:45,2    |
| 20    | Sylvia Honegger     | Schweiz                         | 15:46,6    |
| 23    | Simone Birkelbach   | BR Deutschland                  | 15:48,7    |
| 24    | Jutta Mainhart      | Österreich                      | 15:50,9    |
| 26    | Manuela Wahl        | BR Deutschland                  | 15:51,5    |
| 27    | Heike Dickel        | BR Deutschland                  | 15:57,6    |
| 30    | Nicole Zbinden      | Schweiz                         | 16:01,8    |
| 32    | Myrtha Fässler      | Schweiz                         | 16:12,0    |
| 35    | Sigrid Wille        | BR Deutschland                  | 16:13,6    |
| 43    | Petra Pelzmann      | Österreich                      | 16:28,5    |
| 44    | Elfriede Mühlberger | Österreich                      | 16:30,6    |
| 51    | Gaby Zurbrügg       | Schweiz                         | 16:44,3    |
| 67    | Angelika Haas       | Österreich                      | 17:32,4    |

Datum: 3. Februar 1988
 Es waren 70 Läuferinnen am Start.

### 15 km
| Platz | Sportler            | Land                            | Zeit (min) |
| ----- | ------------------- | ------------------------------- | ---------- |
| 1     | Gabriele Heß        | Deutsche Demokratische Republik | 40:30,7    |
| 2     | Heike Wezel         | Deutsche Demokratische Republik | 40:57,4    |
| 3     | Sylke Meyer         | Deutsche Demokratische Republik | 41:20,7    |
| 4     | Elena Grenros       | Sowjetunion                     | 41:22,8    |
| 5     | Swetlana Micheewa   | Sowjetunion                     | 41:31,8    |
| 6     | Stefania Belmondo   | Italien                         | 42:04,5    |
| 7     | Tatjana Bondarewa   | Sowjetunion                     | 42:12,2    |
| 8     | Claudia Bonsack     | Deutsche Demokratische Republik | 42:42,6    |
| 9     | Heike Dickel        | BR Deutschland                  | 42:46,1    |
| 10    | Katrin Svensson     | Schweden                        | 42:50,7    |
| 12    | Simone Birkelbach   | BR Deutschland                  | 42:58,8    |
| 26    | Sylvia Honegger     | Schweiz                         | 43:54,7    |
| 29    | Manuela Wahl        | BR Deutschland                  | 44:04,2    |
| 30    | Barbara Mettler     | Schweiz                         | 44:05,6    |
| 31    | Myrtha Fässler      | Schweiz                         | 44:12,5    |
| 45    | Claudia Wendel      | BR Deutschland                  | 45:02,4    |
| 50    | Petra Pelzmann      | Österreich                      | 45:42,2    |
| 53    | Katja Marent        | Österreich                      | 45:59,3    |
| 56    | Elfriede Mühlberger | Österreich                      | 46:10,9    |
| 59    | Gaby Zurbrügg       | Schweiz                         | 46:34,1    |
| 63    | Jutta Mainhart      | Österreich                      | 47:27,8    |

Datum: 7. Februar 1988
Es waren 66 Läuferinnen am Start.

### 3 × 5 km Staffel
| Platz | Sportler                                               | Land                            | Zeit (min) |
| ----- | ------------------------------------------------------ | ------------------------------- | ---------- |
| 1     | Sylke Meyer Heike Wezel Gabriele Heß                   | Deutsche Demokratische Republik | 43:06,5    |
| 2     | Swetlana Micheewa Walentina Smirnowa Tatjana Bondarewa | Sowjetunion                     | 43:48,3    |
| 3     | Laura Bettega Lorella Baron Stefania Belmondo          | Italien                         | 44:08.6    |
| 4     | Elin Nilsen Inger Mai Tande Kristin Vestgren           | Norwegen                        | 44:10,9    |
| 5     | Simone Birkelbach Heike Dickel Manuela Wahl            | BR Deutschland                  | 44:54,9    |
| 6     | Jaana Hirvonen Sari Salminen Kati Torri                | Finnland                        | 45:12,2    |
| 7     | IIeana Hangan Adina Tutulan Mihaela Cirstoi            | Rumänien                        | 45:12,8    |
| 8     | Ann-Marie Karlsson Annika Boström Anette Fanqvist      | Schweden                        | 45:22,0    |
| 12    | Nicole Zbinden Myrtha Fässler Sylvia Honegger          | Schweiz                         | 46:51,7    |
| 13    | Elfriede Mühlberger Katja Marent Jutta Mainhart        | Österreich                      | 47:19,7    |

Datum: 5. Februar 1988
 Es waren 17 Teams am Start

## Nordische Kombination Junioren

### Gundersen (Normalschanze K 90/10 km)
| Platz | Sportler           | Land             |
| ----- | ------------------ | ---------------- |
| 1     | Radomír Skopek     | Tschechoslowakei |
| 2     | Francis Repellin   | Frankreich       |
| 3     | Bård Jørgen Elden  | Norwegen         |
| 4     | Trond Einar Elden  | Norwegen         |
| 5     | Jon Andersen       | Norwegen         |
| 6     | Knut Tore Apeland  | Norwegen         |
| 7     | Anatoli Asarkin    | Sowjetunion      |
| 8     | Klaus Ofner        | Österreich       |
| 9     | Michal Pustějovský | Tschechoslowakei |
| 10    | Pasi Saapunki      | Finnland         |

Datum: 2. und 3. Februar 1988

### Mannschaft (Normalschanze K90/3 × 10 km)
| Platz | Sportler                                         | Land             |
| ----- | ------------------------------------------------ | ---------------- |
| 1     | Trond Einar Elden Bård Jørgen Elden Jon Andersen | Norwegen         |
| 2     | Radomír Skopek František Máka Michal Pustějovský | Tschechoslowakei |
| 3     | Ago Markvardt Wassili Sarafanow Anatoli Asarkin  | Sowjetunion      |

Datum: 6. Februar 1988

## Skispringen Junioren

### Normalschanze
| Platz | Sportler           | Land                            | Weite 1 | Weite 2 | Punkte |
| ----- | ------------------ | ------------------------------- | ------- | ------- | ------ |
| 1     | Heinz Kuttin       | Österreich                      | 81,0 m  |         | 103,6  |
| 2     | Staffan Tällberg   | Schweden                        | 75,0 m  |         | 089,5  |
| 3     | Markus Steiner     | Österreich                      | 71,5 m  |         | 080,4  |
| 4     | Andi Rauschmeier   | Österreich                      | 71,0 m  |         | 079,6  |
| 5     | Günter Schöffmann  | Österreich                      | 70,0 m  |         | 078,0  |
| 6     | Ralph Gebstedt     | Deutsche Demokratische Republik | 88,0 m  |         | 077,2  |
| 7     | Kaarlo Rautio      | Kanada                          | 69,0 m  |         | 076,4  |
| 8     | František Jež      | Tschechoslowakei                | 67,0 m  |         | 071,7  |
| 8     | Kent Johanssen     | Norwegen                        | 67,0 m  |         | 071,7  |
| 8     | Andre Steinert     | Deutsche Demokratische Republik | 67,0 m  |         | 071,7  |
| 26    | Michael Irlinger   | BR Deutschland                  | 61,0 m  |         | 056,6  |
| 30    | Heiko Gasche       | BR Deutschland                  | 58,5 m  |         | 053,1  |
| 36    | Jörg Pietschmann   | Deutsche Demokratische Republik | 57,0 m  |         | 049,7  |
| 38    | Steffen Bartschat  | BR Deutschland                  | 55,5 m  |         | 046,3  |
| 39    | Berni Schödler     | Schweiz                         | 55,5 m  |         | 045,8  |
| 41    | Samuel Anthamatten | Schweiz                         | 55,0 m  |         | 044,5  |
| 46    | Peter Gaffal       | BR Deutschland                  | 53,0 m  |         | 040,3  |
| 52    | Martin Trunz       | Schweiz                         | 51,5 m  |         | 035,9  |

Datum: 7. Februar 1988

Es nahmen 57 Junioren aus 16 Nationen am Wettkampf teil.

### Mannschaftsspringen Normalschanze
| Platz | Sportler                                                       | Land             | Punkte |
| ----- | -------------------------------------------------------------- | ---------------- | ------ |
| 1     | Andi Rauschmeier Günter Schöffmann Markus Steiner Heinz Kuttin | Österreich       | 627,3  |
| 2     | Tor-Helge Bakken Øyvind Berg Kåre Herrem Kent Johanssen        | Norwegen         | 601,6  |
| 3     | Jan Kukacka Jiri Razl Tomáš Raszka František Jež               | Tschechoslowakei | 588,7  |

Datum: 4. Februar 1988

## Nationenwertung
| Platz | Land                            | Gold | Silber | Bronze | Gesamt |
| ----- | ------------------------------- | ---- | ------ | ------ | ------ |
| 1     | Sowjetunion                     | 4    | 2      | 1      | 7      |
| 2     | Deutsche Demokratische Republik | 2    | 1      | 2      | 5      |
| 3     | Österreich                      | 2    | 0      | 1      | 3      |
| 4     | Norwegen                        | 1    | 1      | 1      | 3      |
| 4     | Tschechoslowakei                | 1    | 1      | 1      | 3      |
| 6     | Italien                         | 0    | 3      | 1      | 4      |
| 7     | Schweden                        | 0    | 2      | 2      | 4      |
| 8     | Frankreich                      | 0    | 1      | 0      | 1      |